# Cattleya aclandiae
Cattleya aclandiae é uma orquídea endêmica da Bahia, especificamente da regiões sul e sudeste do estado. Foi descrita originalmente pelo botânico inglês John Lindley no ano de 1840.
A espécie é geralmente encontrada na faixa de Mata Atlântica acima de 400 metros de altitude. Tem comportamento epífito, atinge cerca de 20 centímetros, folhas lisas, rígidas e elípticas e flores que variam de verde claro ao verde escuro com manchas marrons e labelo de cor lilás.
Necessita de bastante umidade para se desenvolver bem. Em seu habitat, existem brisas marítimas constantes, que trazem à planta umidade vinda do mar.

## Cultivo
Em cultivo, não se adapta a vasos, devendo ser, portanto, plantadas em cascas de árvores. Antigamente era rara nas coleções mas hoje, seu cultivo já é mais difundido.